# Fauna de Madagascar

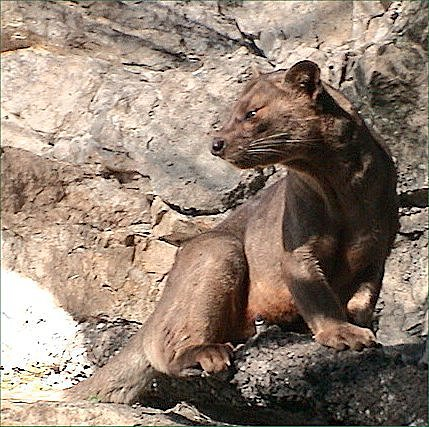
Un buen ejemplo de la evolución convergente de Madagascar es el fosa, un carnívoro malgache que ha evolucionado en apariencia y comportamiento como un gran felino, de hecho originalmente fue clasificado como tal, cuando en realidad está relacionado más estrechamente con las mangostas.

Madagascar ha sido una isla desde que se separó de África hace unos 165 millones de años y de la India unos 100 millones de años después. 
Antes de la llegada de los humanos hace unos 2000 años, había muchos animales grandes e inusuales viviendo allí; que descendieron de especies que originalmente estaban presentes cuando Madagascar se convirtió en una isla o que posteriormente cruzaron el mar hacia Madagascar. Los nichos ecológicos son llenados por animales con una historia diferente a la de los del continente africano, a menudo llevando a la evolución convergente. Una gran proporción de estos animales malgaches endémicos han muerto después de la llegada de los humanos, particularmente la megafauna.
A pesar de ello y de la deforestación masiva, Madagascar aún es el hogar de una cantidad increíble de vida salvaje, la vasta mayoría de la cual es única en el mundo. Madagascar es un destino primario para el ecoturismo, con más de 50 parques nacionales y otras reservas protegidas.
Se cree que hubo sólo cinco eventos de colonización de mamíferos terrestres provenientes del continente africano. Ellos son los tenrecs, los lémures, los carnívoros malgaches, Nesomyinae y los ya extintos bibimalagaches. Las otras colonizaciones de mamíferos son las de los hipopótamos anfibios (ya extintos) y murciélagos.

## Fauna viva
Existen muchos endemismos: 

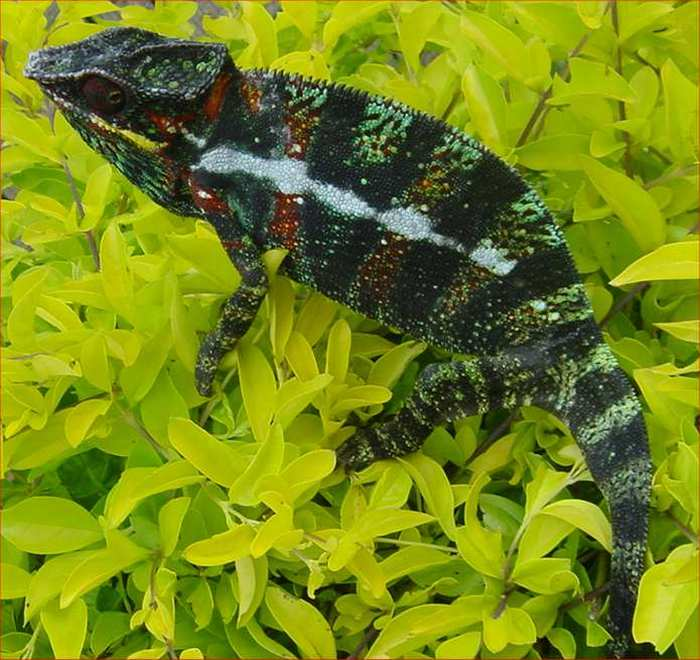
Camaleón pantera.

- Tortugas: Existen 4 especies endémicas de la familia Testudinidae, la tortuga radiada, la tortuga angonoka, la tortuga colaplana y la tortuga araña.
- Lémures: Existen aproximadamente 100 especies de lémures, 28 han sido descritas por zoólogos sólo entre los años 2000 y 2008.[3] Casi todos están considerados como raros, vulnerables, o en peligro de extinción.[4]
- Eupleridae: Son carnívoros malgaches como la fosa (Cryptoprocta ferox), un tipo de civeta, a pesar de su apariencia felina; la fanaloka (Fossa fossana), la cual, a pesar de su nombre científico, no debe ser confundido con el fosa. Como tampoco con el animal de nombre muy parecido, falanouc (Eupleres goudotii), también conocido como civeta malgache de dientes cortos. También se encuentran cinco especies de mangosta en Madagascar como la civeta india pequeña (Viverricula indica), el único carnívoro que se cree fue introducido en la isla.
- Tenrecs: Aunque se encuentran tres especies en el continente africano (las nutrias musarañas), la mayoría de ellos, cerca de 30 especies, se hallan en Madagascar. Se han difundido en muchos nichos ecológicos, por ejemplo los tenrecs de pie de red (Limnogale mergulus) se parecen a las nutrias de río en apariencia y comportamiento. El pequeño tenrec erizo de tierra (Echinops telfairi) se parece a su homólogo, el erizo de tierra.
- Roedores: Se hallan catorce especies de roedores en Madagascar. Todos son miembros de la subfamilia de muroideos Nesomyinae. También se han diseminado a varios nichos, con formas similares a ratas, ratones arbóreos, variedades fosoriales y formas parecidas a las de los conejos.
- Murciélagos: Se conocen aproximadamente 30 especies de murciélagos de Madagascar, más de la mitad de los cuales son endémicas de la isla.
- Camaleones: Cerca de la mitad de las especies conocidas de camaleón se encuentran exclusivamente en Madagascar, entre ellas, el camaleón gigante, que con casi 70 cm de longitud es la especie más grande, así como el camaleón más pequeño del mundo (Brookesia micra), descubierto en 2012.
- Iguanas: Aunque la mayoría de los iguánidos son exclusivos del Nuevo Mundo, hay dos géneros de la familia de los oplúridos endémicos de Madagascar.
- Geco de Madagascar: El género Phelsuma está formado por una cuarentena de especies de gecos diurnos, todos ellos de brillante colorido. Se encuentran distribuidos por las diversas islas del Océano Índico, siendo el geco diurno de Madagascar la especie exclusiva de esta isla.
- Mantella: Género de ranas exclusivo de Madagascar que cuenta con unas 16 especies.
- Boa de Madagascar: Serpiente endémica, se distribuye por el centro, norte, y oeste de la isla. No venenosa, puede medir hasta 3 metros.
- Aves: Respecto a las aves, Madagascar alberga, según el I.O.C.,[5] cinco familias de aves endémicas : berniéridos (Bernieridae), braquipterácidos (Brachypteraciidae), leptosomídidos (Leptosomidae), mesitornítidos (Mesitornithidae) y las vángidos (Vangidae). Adicionalmente, los leptosomídidos (Leptosomidae) son la única familia perteneciente al orden Leptosomiformes que, como consecuencia, sería también un orden endémico de Madagascar.

## Fauna extinta
- Lémures gigantes: Hay, por lo menos, 17 especies de los lémures, todos los cuales eran más grandes que las especies actuales de lémures. Incluyendo al aye-aye gigante, tres o cinco veces más pesado que las especies existentes. Megaladapis, del cual existen tres especies pueden alcanzar el tamaño del orangután. Los lémures perezosos, que muestra una notable convergencia evolutiva con el perezoso sudamericano; Palaeopropithecus del tamaño de un chimpancé, siendo muy similar en la forma corporal a los tres perezosos sudamericanos. El lémur perezoso Archaeoindris era el mamífero más grande de Madagascar, pudiendo llegar al tamaño de un gorila macho, se extinguieron por la caza y la destrucción del hábitat .

- Fosa gigante (Cryptoprocta spelea): El registro de fósiles de Madagascar ha reportado los restos de una fosa gigante recientemente extinta, que tenía un tamaño de cerca de una vez y cuarto de las especies vivas,[6] haciendo de él un animal de una talla similar a la del ocelote. Se cree que esta especie cazaba a los lémures grandes que habitaban Madagascar hasta que en la isla se estableció el hombre.

- Tortugas gigantes: Dos especies de tortugas gigantes del género Aldabrachelys existieron en Madagascar. Mientras que A. grandidieri parece haberse extinguido en un lapso de tiempo relativamente breve desde la llegada de seres humanos a la isla, A. abrupta aparentemente sobrevivió durante un largo periodo de tiempo hasta su extinción sobre el año 1500 de la era actual.

- Hipopótamos pigmeos malgaches: Se cree que ha habido tres especies diferentes de hipopótamos pigmeos en Madagascar,[7] el último de los cuales murió hace menos de 1000 años, probablemente como resultado del asentamiento humano en la isla.

- Pájaros elefante (Aepyornis maximus): Estas aves enormes tenían una altura de más de 3 metros y pesaban cerca de media tonelada. Se cree que se extinguieron en el último milenio, como resultado de la actividad humana.

- Majungasaurus: Aunque este no fue un animal extinguido en el Cenozoico, si fue un dinosaurio terópodo que habitó en lo que hoy es esta isla. El majungasaurio fue un carnívoro de tamaño similar al Utahraptor norteamericano y más temprano, de entre 6 y 7 metros, siendo más pequeño que abelisáuridos como Abelisaurus y el gigantesco Carnotaurus argentino y chileno. También ha sido el único dinosaurio en el que se ha confirmado el canibalismo. Se extinguió hace 80 Ma.

Razón por la que la fauna ha crecido en relativa seguridad: